# Lathrop (Missouri)
Pour les articles homonymes, voir Lathrop.
Lathrop est une ville du comté de Clinton, dans le Missouri, aux États-Unis,. Située au centre du comté, elle est fondée en 1867 et incorporée en 1881.

## Démographie
Lors du recensement de 2010, la ville comptait une population de 2 086 habitants. Elle est estimée, en 2016, à 2 046 habitants.

## Source de la traduction
- (en) Cet article est partiellement ou en totalité issu de l’article de Wikipédia en anglais intitulé « Lathrop, Missouri » (voir la liste des auteurs).